# Melierax canorus

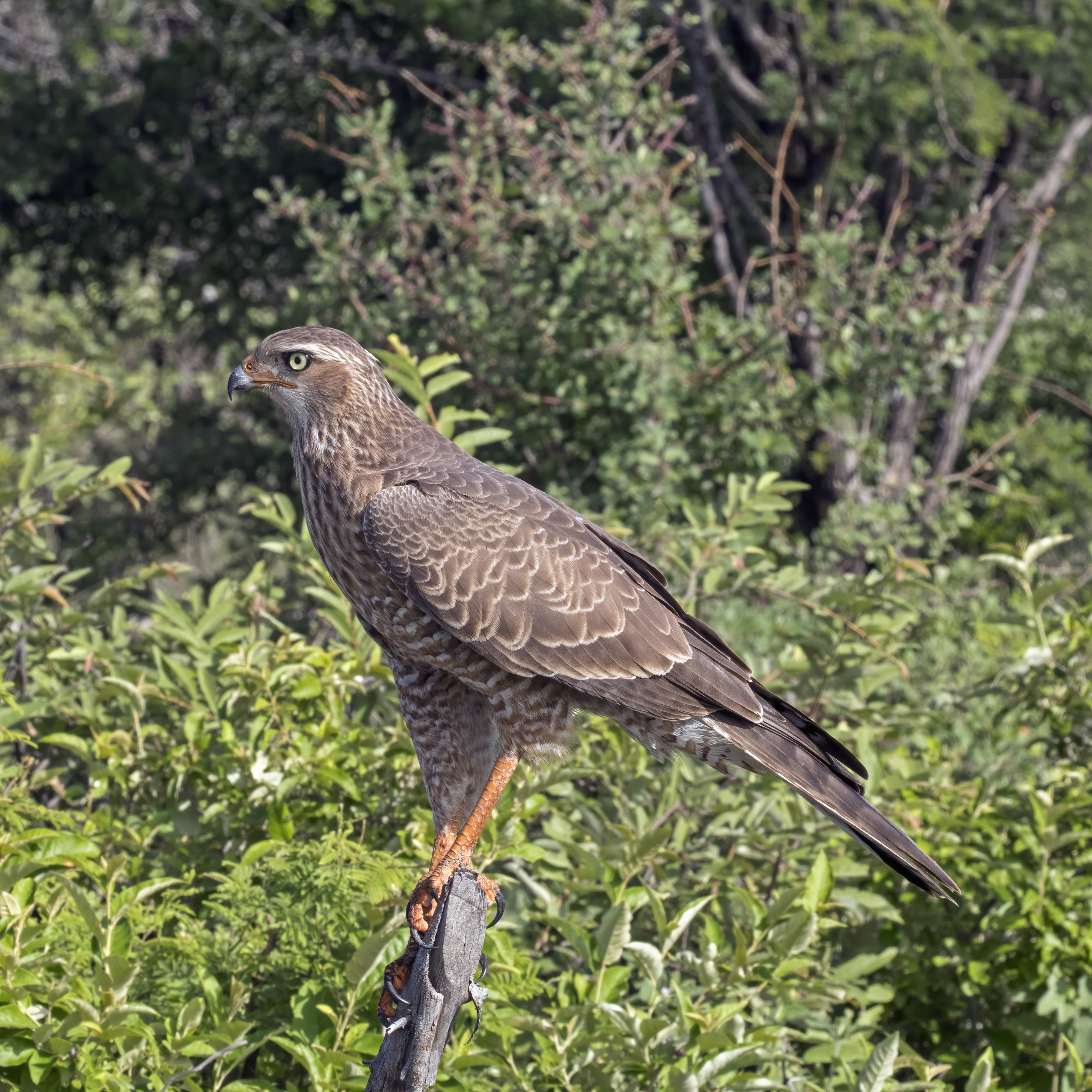
Giovane M. c. argentior (Namibia).

L'astore canoro pallido (Melierax canorus Thunberg, 1799) è un uccello rapace della famiglia degli Accipitridi diffuso nell'area compresa tra Angola meridionale, Zimbabwe e Sudafrica.

## Descrizione

### Dimensioni
Misura 46-60 cm di lunghezza, per un peso di 493-750 g nel maschio e di 700-1300 g nella femmina; l'apertura alare è di 102-123 cm.

### Aspetto
Questo rapace di medie dimensioni si differenzia dal suo cugino prossimo, l'astore canoro scuro, per il piumaggio più chiaro e per le zampe più lunghe e più tozze. I sessi sono identici, ma la femmina è l'8% più grande e fino al 30% più pesante. I giovani sono diversi dagli adulti fino alla fine del loro primo anno.
Negli adulti, la testa, il petto e le parti superiori sono uniformemente grigio-blu chiaro o grigio argentato. Le secondarie e le grandi copritrici presentano, tuttavia, numerose vermicolature bianche. L'addome e le cosce bianchi sono nettamente e finemente barrati di grigio. Il groppone e le più lunghe delle sopra-caudali presentano un colore bianco uniforme. Le primarie sono nere. Anche la coda è nerastra, ma le rettrici esterne possiedono dei larghi bordi bianchi che creano un effetto di contrasto con il resto delle parti superiori.
I giovani sono abbastanza simili a quelli dell'astore canoro scuro (Melierax metabates). Hanno parti superiori di un marrone più acceso, con margini chiari sulle copritrici alari. Le secondarie hanno le estremità camoscio. Il groppone bianco è più macchiato che barrato. Sulla coda è presente una vaga fascia scura. Il sopracciglio è camoscio, la gola barrata. Le barre sull'addome sono meno visibili, il petto è più chiaro e più striato. L'iride è giallo chiaro, le zampe sono giallo-arancio opaco. I giovani che effettuano la muta presentano un misto di piume marroni e grigie.
Negli adulti, gli occhi sono di colore rosso-marrone scuro. La cera e la base del becco sono rosse. Anche le zampe sono rosse.

### Voce
Gli astori canori pallidi sono piuttosto silenziosi, tranne che nel periodo di riproduzione, quando emettono un canto potente e melodioso abbastanza simile a quello dell'astore canoro scuro. Appollaiati su un posatoio o in volo emettono dozzine e dozzine di note che sembrano interminabili. Queste note sibilanti kleeu-kleeu-kleeu-klu-klu-klu accelerano e diventano tremolanti verso la fine. Alcune note musicali chee-chit, chee-chit vengono emesse in volo durante la parata. Gli altri suoni del repertorio sono del tutto simili a quelli dell'astore canoro orientale.

## Biologia
Gli astori canori pallidi vivono di solito da soli o in coppia. Talvolta si formano anche dei trii, con un secondo maschio incaricato di sorvegliare ed effettuare lavori di manutenzione al nido. Presso questi rapaci, i rituali di corteggiamento sono abbastanza simili a quelli degli astori canori scuri (Melierax metabates) ed includono inseguimenti aerei e offerte di cibo. A volte vengono effettuati voli planati e voli circolari, ma non hanno alcun carattere spettacolare. Gli astori canori pallidi sono sedentari, anche se alcuni movimenti verso nord sono possibili durante l'inverno australe. Alcuni esemplari sono stati ritrovati a più di 700 chilometri dal loro luogo natio. Gli immaturi sono più nomadi degli adulti.

### Alimentazione
La dieta è probabilmente abbastanza simile a quella dell'astore canoro scuro e dell'astore canoro orientale, le altre due specie del genere Melierax. Essa è composta principalmente da lucertole e roditori, ma comprende anche serpenti, insetti (scarabei stercorari, cavallette e termiti), uccelli e alcuni piccoli mammiferi (lepri). Occasionalmente, alcune piccole tartarughe integrano la dieta.
Tra gli uccelli, l'astore canoro pallido cattura prede della taglia di piccole otarde. Anche il gufo reale macchiato (Bubo africanus) figura a volte nell'elenco delle vittime. Un'ulteriore risorsa alimentare importante è costituita dalle carogne (specialmente degli animali morti ai bordi delle strade).
La maggior parte delle prede vengono catturate a partire da un posatoio dal quale questo uccello si tuffa in direzione del suolo. Altre vengono afferrate dopo un inseguimento sul terreno. Talvolta, l'astore canoro pallido pattuglia il suo territorio volando a debole altezza al di sopra del suolo, un po' come le albanelle: di tanto in tanto si ferma sul terreno e perlustra i dintorni mentre si sposta camminando.
Biggs ha pubblicato uno studio piuttosto accurato sul regime alimentare dell'astore canoro pallido in Namibia. Delle 57 prede catturate, il 24% erano costituite da uccelli, il 24% da serpenti, il 16% da carogne, il 15% da lucertole, il 15% da mammiferi e circa il 7% da insetti.

### Riproduzione
La stagione riproduttiva ha luogo da giugno a marzo, con un picco delle nascite tra luglio e gennaio. In Sudafrica, la nidificazione inizia alla fine di luglio o all'inizio di agosto ed è in pieno svolgimento in ottobre-novembre.
Il nido, di dimensioni variabili, è costruito principalmente con pezzi di legno ed è foderato con sterco di bestiame, stracci, lana e materiali vari come erbe, crini di cavallo e pelli di serpente. Si trova tra 2 metri e mezzo e 9 metri alla biforcazione di un albero o su un palo del telefono e viene spesso utilizzato per molti anni consecutivi.
La covata è costituita da una o due uova bianche e prive di macchie che vengono incubate per circa 37 giorni.
I nidiacei sono nidicoli. Alla fine del soggiorno nel nido, che dura da 44 a 56 giorni, di solito ne rimane solamente uno, in quanto i genitori non trovano sempre abbastanza cibo per sostenere entrambi.
Durante gli anni particolarmente aridi gli astori canori pallidi non si riproducono, ma nelle annate caratterizzate da abbondanti piogge cercano di nidificare due volte. Talvolta sono stati segnalati dei casi di poliandria, ma questa pratica si verifica solo quando le risorse alimentari sono molto buone.

## Distribuzione e habitat
Quando le due specie condividono l'areale, come nel caso dell'Angola meridionale, della Namibia settentrionale e del Botswana, così come del sud dello Zimbabwe e dell'estremità settentrionale del Sudafrica, l'astore canoro pallido elegge a propria dimora habitat molto più aridi rispetto all'astore canoro scuro. Esso si incontra principalmente nelle savane secche e nei semi-deserti di boscaglia spinosa in cui crescono alcuni alberi sparsi. Si osserva anche nei deserti veri e propri, dove si spinge più di qualsiasi altro rapace del Sudafrica. Quando gli alberi sono assenti o rari, l'astore canoro pallido si trova spesso appollaiato sui pali telegrafici lungo le strade. Questa specie vive dal livello del mare fino a 2000 metri di altitudine.
L'astore canoro pallido è endemico delle regioni aride dell'Africa australe (Angola meridionale, Namibia, Botswana, Zimbabwe sud-occidentale e gran parte del Sudafrica, fatta eccezione per il Natal e lo Mpumalanga).

## Tassonomia
Secondo il grande esperto di rapaci David Christie la specie è monotipica, mentre secondo la International Ornithologists' Union essa sarebbe suddivisa in due sottospecie:
- M. c. argentior (Clancey, 1960), diffusa nell'Angola sud-occidentale, attraverso la Namibia, il Botswana e lo Zimbabwe sud-occidentale, fino al Sudafrica settentrionale (fino al Limpopo centrale e al Free State nord-occidentale a est);
- M. c. canorus (Thunberg, 1799), endemica del Sudafrica meridionale dal Capo Occidentale al Free State sud-orientale e al Capo Orientale centrale; presente in passato anche nel KwaZulu-Natal meridionale.

## Conservazione
Possediamo poche informazioni riguardo alle densità di popolazione. In Namibia, i territori delle coppie misurano tra 5,4 e 6,7 chilometri quadrati. L'areale della specie misura circa 3,8 milioni di chilometri quadrati e la popolazione complessiva, secondo BirdLife International, è probabilmente vicina a un milione di individui adulti. I numeri sembrano essere stabili, tranne nelle aree in cui le boscaglie vengono distrutte per ricavare legna da ardere.